# Polycarpe Anne Nicolas Levasseur
Polycarpe Anne Nicolas Levasseur (1790 - 1867), est un général et homme politique français.

## Biographie
Il est né à Saint-Louis de Versailles le 27 janvier 1790, mort à Paris 6e le 8 novembre 1867.
Il est le fils de Louis-Gabriel-Pierre-Anne-Paul-Augustin-Armand Levasseur, écuyer, porte-manteau de Madame la Comtesse d’Artois, capitaine d’infanterie et d’Anne-Adélaïde Roger Meunier de Querlon, laquelle est la fille d’Anne-Gabriel Meusnier de Querlon.
Il est âgé de 7 ans, quand son père meurt en 1797 près de Wissembourg, à la suite d'une blessure à l'armée du Rhin. 
Élève d’un des quatre Prytanées français (collège de Lyon), il rejoint l’École Spéciale Impériale Militaire de Fontainebleau (1806).
Il entre comme sous-lieutenant au 76e de ligne, il est à l’affaire de Soldau (Prusse), le 25 décembre 1806, il n’a que seize ans.
Lieutenant au 76e de ligne, (1809), blessé d’un coup de feu à la bataille de Tamanies, (Espagne, 18 octobre 1809), capitaine-adjudant-major au 76e de ligne, (1812), un coup de feu lui traverse la cuisse droite à l'affaire de Kulm, (Bohème, 17 septembre 1813). Prisonnier de guerre à Dresde il ne revint en France qu’à la paix de 1814.
Capitaine de la légion de l’Aisne le 24 juillet 1816.
Colonel commandant le 22e régiment d’infanterie de ligne en janvier 1838, maréchal de camp le 16 novembre 1840. Après plusieurs séjours en Afrique du Nord, il est nommé général de division par le général Cavaignac, le 17 août 1848, et placé à la tête de la 4e division de l’Armée des Alpes à Lyon.
En janvier 1851 il est appelé aux fonctions d’inspecteur général et de membre du comité de l’Infanterie.
Le 2 décembre 1851, il est à la tête de la 3e division de l’armée de Paris, et il prend une part importante à la répression des tentatives d’insurrection qui suivirent le coup d’état.
Il fut nommé sénateur par Napoléon III le 31 janvier 1855, en récompense de ses services. Il siège jusqu’à sa mort le 8 novembre 1867 à Paris 6e.
Célibataire, il fut inhumé au cimetière Montmartredans la 20e division, 8e ligne, no 7, chemin Artot, concession n° 338P-1832, caveau des familles Huré et Boisviel.

## Sources
- Ressources relatives à la vie publique :   - base Léonore
  - Sénat
- Biographie « Essais historiques sur la ville et le canton de Beaugency ; Lorin de Chaffin, Volume 2 ; 1856 » page 332.
- Portrait du sénateur Levasseur (1855) au Musée d’Orsay